# Milionia dulitana
Milionia dulitana là một loài bướm đêm trong họ Geometridae.